# Юдифь
Юди́фь, или Иуди́фь (ивр. יהודית‎ [Йехуди́т] — «иудейка»; женский вариант имени Иуда) — персонаж ветхозаветной неканонической или второканонической книги Юдифи, еврейская вдова, спасшая свой родной город от нашествия ассирийцев.
Иудейская героиня, патриотка и символ борьбы иудеев против их угнетателей в древности на Ближнем Востоке, «красива видом и весьма привлекательна взором» (Иудифь. 8:7). После того, как войска ассирийцев осадили её родной город, она нарядилась и отправилась в лагерь врагов, где привлекла внимание полководца Олоферна. Когда он напился и заснул, она отрубила ему голову и принесла её в родной город, который таким образом оказался спасён. Библейская энциклопедия архимандрита Никифора считает датой этого подвига примерно 589 год до н. э.
Начиная с эпохи Возрождения образ Юдифи пользовался чрезвычайной популярностью в искусстве и имел как героические, так и эротические коннотации.

## История Иудифи

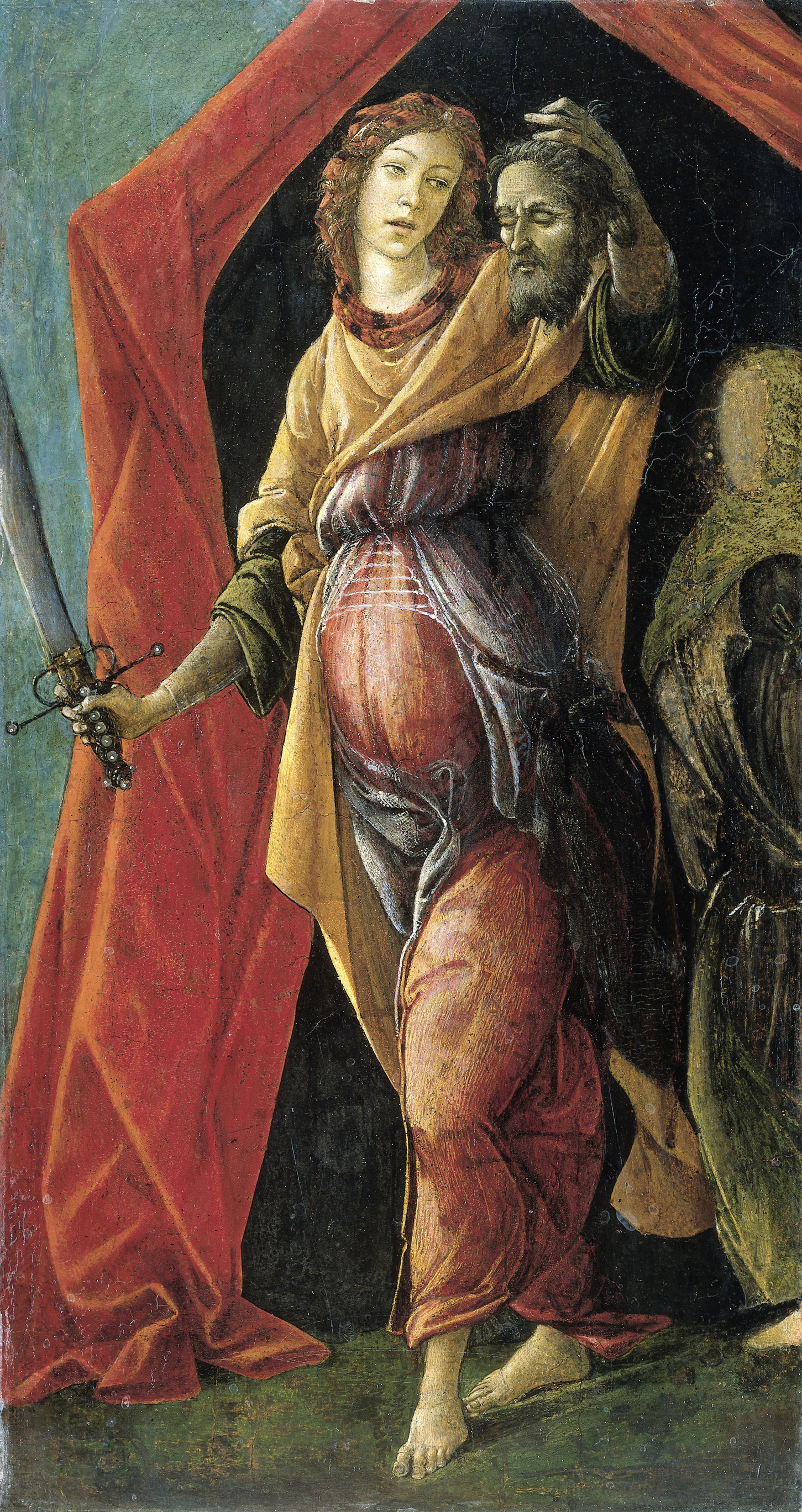
Сандро Боттичелли. Юдифь выходит из шатра с отрубленной головой

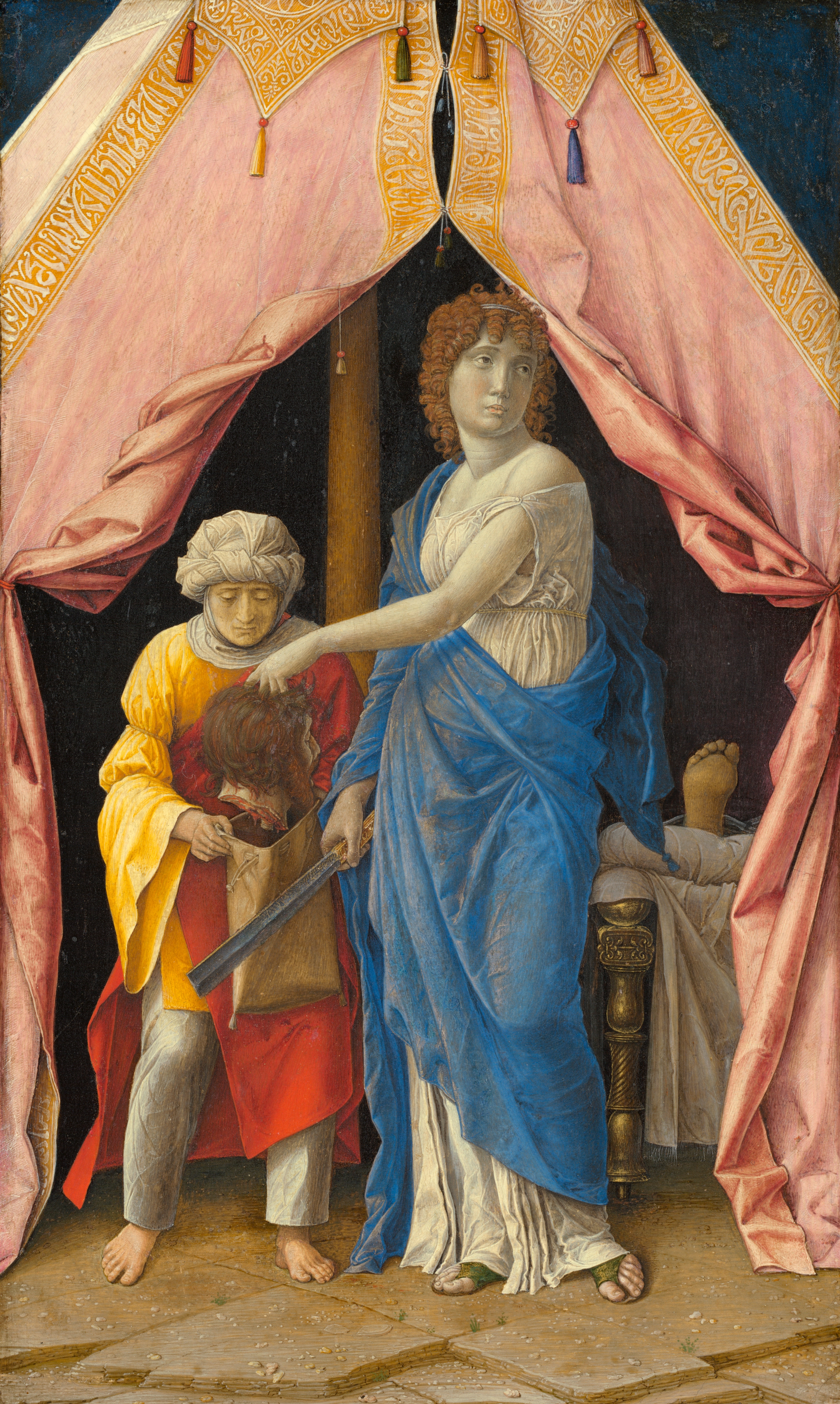
Андреа Мантенья. Юдифь и служанка прячут голову в мешок

После победы над мидийским царем Арфаксадом ассирийский царь Навуходоносор, правивший в Ниневии, послал военачальника Олоферна завоевывать страны от Персии на востоке до Сидона и Тира на западе, покарать обитавшие к западу от Ассирии народы за неповиновение; в их число попали и израильтяне. Олоферн разорил Месопотамию, Киликию и другие земли, начал приближаться к «приморской стране» (Финикии) и Иудее. Узнав о приближении ассирийцев, израильтяне принялись возводить укрепления, вызвав гнев Олоферна. Когда Олоферн достиг Ездрелонской (Изреельской) долины, оказалось, что по распоряжению иерусалимского первосвященника узкий проход, ведший в Иудею и к Иерусалиму, перекрыли евреи близлежащих укрепленных городов Ветилуя и Бетоместаим. Вождь аммонитян Ахиор отговаривал его от карательного похода в Иудею, обещая ему поражение, если израильтяне по-прежнему будут верны единому Богу — пока евреи хранят верность Богу, они непобедимы. Олоферн, считавший единственным богом Навуходоносора, приказал связать Ахиора и «предать в руки сынов Израиля»; его отвели в горный город Ветилую, где он был освобождён от пут местными жителями и рассказал о своей встрече с ассирийцами.
Олоферн по совету идумеев и моавитян осадил город и перекрыл жителям Ветилуи доступ к воде, обрекая их на медленную смерть. Жители горной крепости требуют от старейшин передачи её ассирийцам, если в течение пяти дней не придёт помощь от Бога. Юдифь обвиняет старейшин в том, что они хотят подвергнуть Бога испытанию, и говорит: «Я совершу дело, которое пронесётся сынами рода нашего в роды родов» (Иудифь. 8:32).
Тем временем молодая вдова Юдифь, стремясь спасти родной город, надела красивые одежды и отправилась вместе со служанкой (которая несёт большой мешок кошерной пищи) в стан ассирийцев. Она молится Богу, просит Его помочь осуществить свой замысел, совершает омовение, умащается благовониями, надевает праздничное платье, украшает себя, «чтобы прельстить глаза мужчин, которые увидят её» (Иудифь. 10:4).
Остановившим её воинам в лагере противника Юдифь объявляет себя пророчицей и говорит, что собирается указать их полководцу лёгкий путь к захвату Ветилуи. Придя в шатёр Олоферна, она рассказала ему, что израильтяне будто бы нарушили заповеди Бога, а значит, лишили себя Его защиты и обречены на поражение. Подчёркивая своё благочестие, она пообещала Олоферну помочь наказать отступников и провести его войско к Иерусалиму. За это Олоферн, восхищённый её красотой и мудростью, позволил Юдифи жить в его лагере. Там она провела 3 дня, ночью ходила со служанкой в долину Ветилуи омываться в источнике и чистой возвращалась в лагерь.
На четвёртый день Олоферн устроил пир, на который повелел пригласить Юдифь, ибо «сильно желал сойтись с нею и искал случая обольстить её с того самого дня, как увидел её». Но, любуясь красавицей, Олоферн напился вином и заснул. Когда слуги удалились из шатра, Юдифь обезглавила спящего Олоферна его собственным мечом и отдала отрубленную голову своей служанке, спрятавшей её в мешок со съестными припасами. Затем израильтянки вернулись в город, показали голову горожанам со словами: «Вот голова Олоферна, вождя Ассирийского войска, и вот занавес его, за которым он лежал от опьянения, — и Господь поразил его рукою женщины. Жив Господь, сохранивший меня в пути, которым я шла! ибо лице мое прельстило Олоферна на погибель его, но он не сделал со мною скверного и постыдного греха» (Иудифь. 13:15-16).

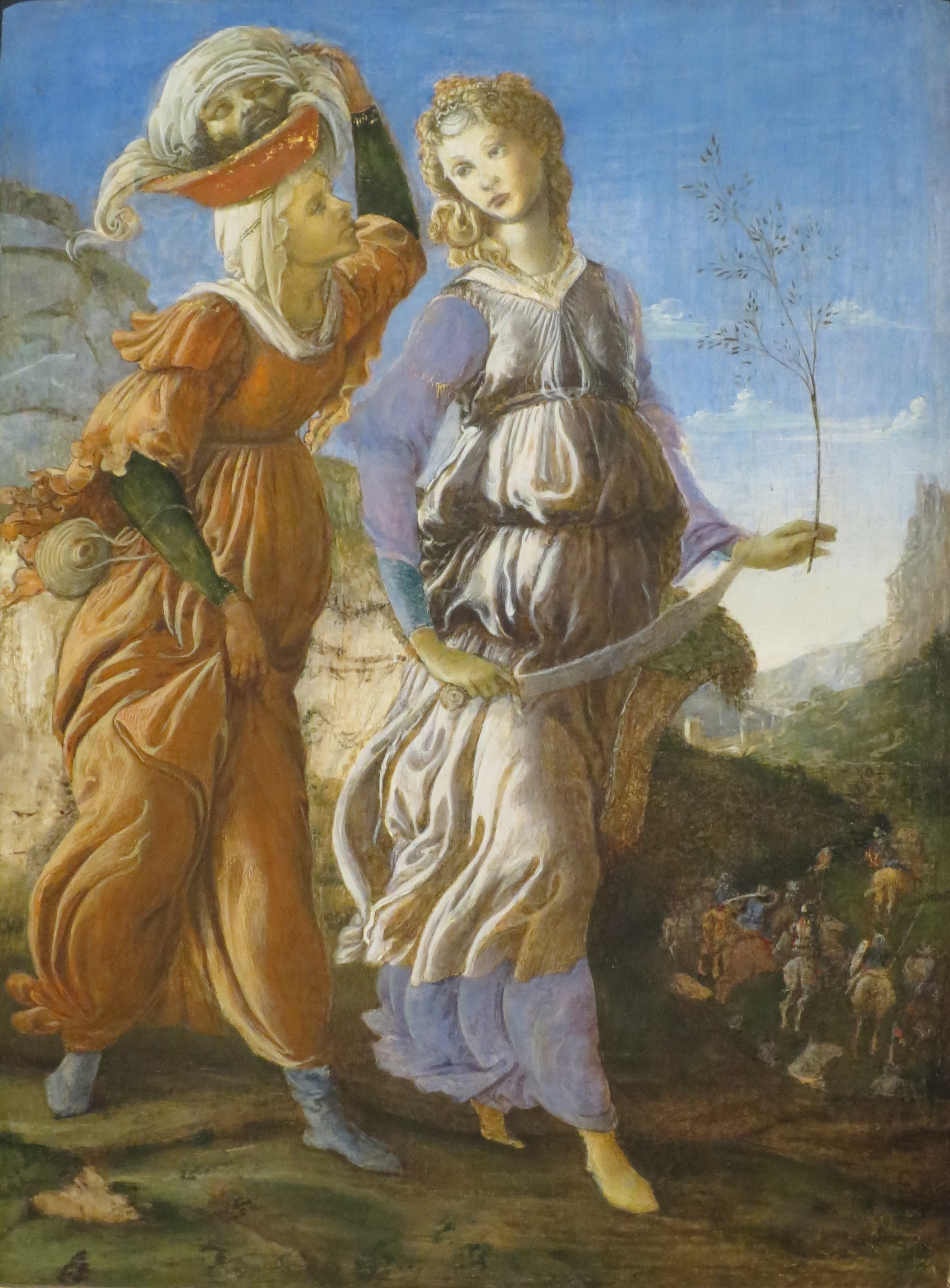
Сандро Боттичелли. Торжествующая Юдифь возвращается в родной город

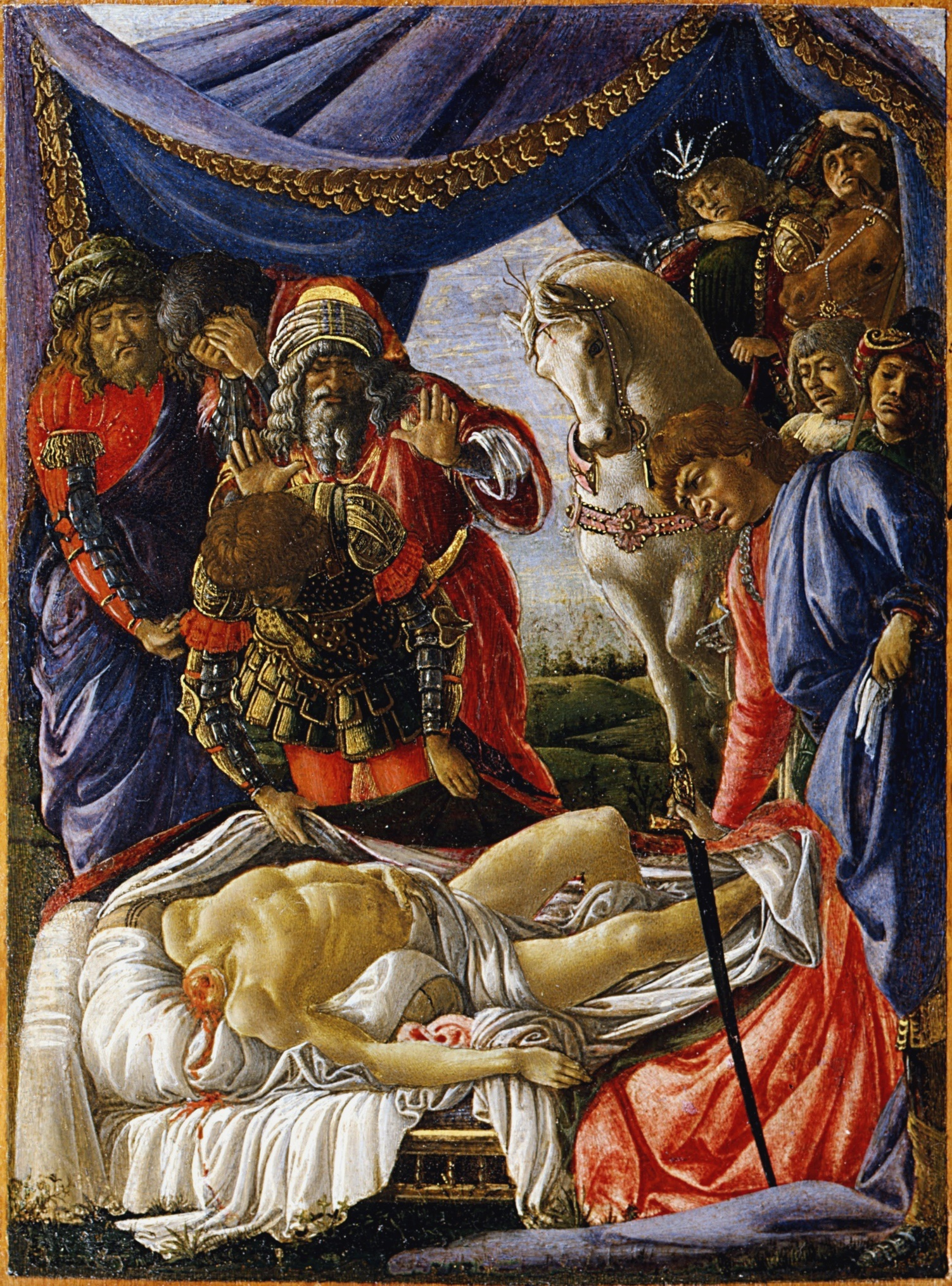
Сандро Боттичелли. Ассирийцы в ужасе обнаруживают смерть вождя

Голову вывешивают на крепостной стене. Юдифь повелела воинам Ветилуи выступить против ассирийского войска; подчинённые Олоферна отправились за своим военачальником, и, найдя его убитым, пришли в ужас. Ассирийцы были обращены в бегство и по частям разбиты войсками израильтян, отступив за Дамаск.
Юдифь вернулась в Ветилую, где поселилась в своём имении. Многие желали видеть её своей женой, но она отказалась вступать во второй брак. Она прожила 105 лет, пользуясь всеобщим уважением. Юдифь погребли в пещере в Ветилуи, где было захоронение её мужа Манассии. 

Дом Израиля оплакивал её семь дней <…> И никто более не устрашал сынов Израиля во дни Иудифи и много дней по смерти её.
— Иудифь. 16:24-25

### Почитание
Православная церковь почитает Юдифь в числе праведных ветхозаветных жен как праматерь. Её память совершается в неделю праотец (предпоследнее воскресение перед Рождеством Христовым).
В еврейской традиции история отражена в пении в первую и вторую ханукальные субботы пиюта (пиют — песнопение, сопровождаюшее молитвы во время богослужений) «Ми камоха аддир айом ве-нора» («Кто, как не Ты, велик непревзойденным величием»), — обычай, сохранившийся и поныне в некоторых общинах. Он представляет собой сокращенное изложение содержания книги Иудифь.
В католической литургии «Кантик Юдифи» («Химнус кантемус Домино», Иудифь. 16:15-21) исполняется в ходе вечернего богослужения в среду.

### Толкование

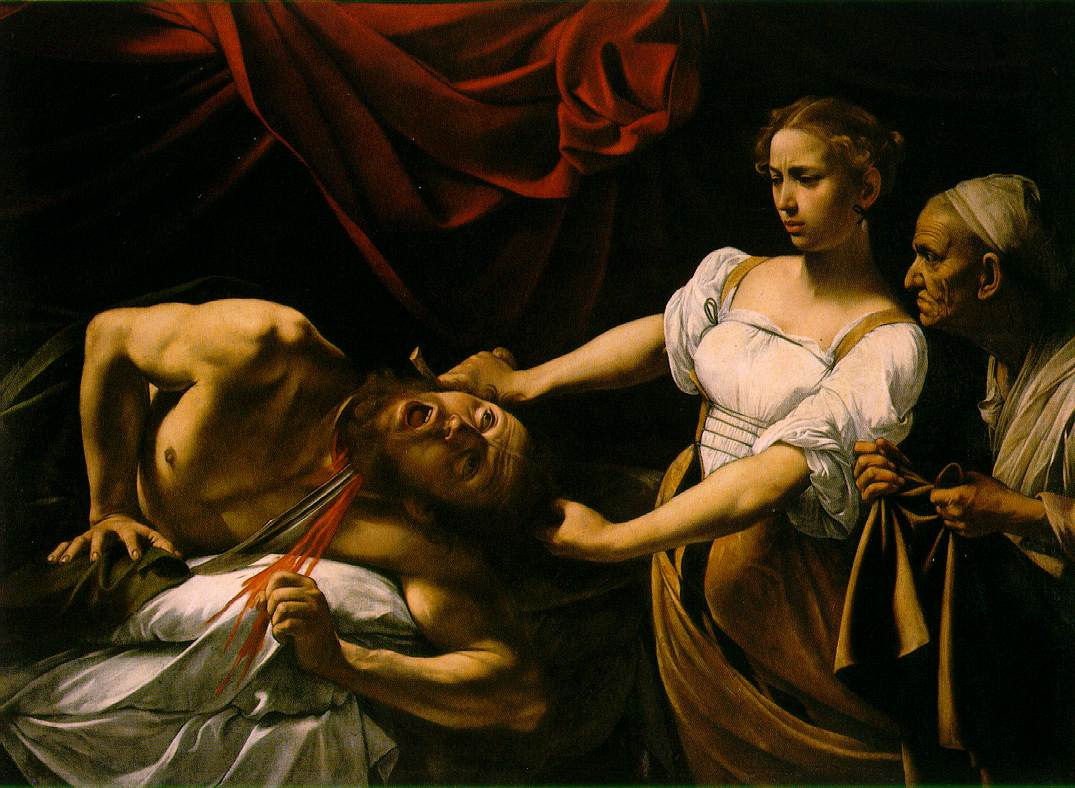
Юдифь и Олоферн (картина Караваджо), 1599

История в средневековье трактовалась как символизирующая торжество Девы над дьяволом и как победа чистоты и смирения над похотью и гордыней. Как и многие другие библейские жены, Иудифь стала типологическим предшественником Девы Марии.
Была составлена следующая типология, объединённая общей темой. Во 2-й и 3-й историях главными действующими лицами являются женщины, через которых Бог оказал помощь Израилю, в других она также является орудием победы:
1. Дева Мария побеждает дьявола
2. Юдифь обезглавливает Олоферна
3. Иаиль убивает Сисару
4. Томирис обезглавливает царя Кира (история из Геродота)

Она входит в число Mulier sancta — святых жен, персонифицирует Церковь и многие добродетели — Смирение, Правосудие, Мужество, Целомудрие. Олоферн, в свою очередь символизирует пороки — Гордость, Распутство, Тиранию. Женский пол сделал её примером типичного библейского парадокса «силы в слабости», через это она соотносится с Давидом, победившим Голиафа и спасшим родной город от вражеской армии.
Навуходоносор рассматривается не как исторический персонаж, действующее лицо истории, а лишь как человек, бросивший вызов Богу, а военачальник Олоферн является его орудием.
Иудифь становится символом сопротивления, иудейского в частности, позже — вообще патриотического. В эпоху Возрождения история вдовы стала примером мужества местных жителей перед лицом иностранной интервенции.
Иудаизм. Хотя «Книга Иудифь» не является частью официального иудейского религиозного канона, она стала частью концепции ортодоксального иудаизма, представители которого относят время его действия к тому периоду, когда Иудея боролась с Селевкидами в эллинистический период. История Юдифи расценивается как событие, связанное с фактами военных действий того периода, и считается, что она имеет отношение к второстепенным обстоятельствам еврейского праздника Ханука (см. также 1-ю и 2-ю книги Маккавеев).

## Книга Иудифи
Текст Книги Иудифи, как считается, был написан на основе более ранних устных преданий в середине II века до н. э. иудеем, жившим в период второго храма (538 г. до н. э. — 70 г. н. э.), в годы патриотического подъёма — во время восстания Маккавеев, либо в конце персидской эпохи, в годы великого восстания (362 г. до н. э.), разразившегося в царствование Артаксеркса II, которое распространилось и на Израиль.
Исходя из того, что время действия относится к восемнадцатому году царствования Навуходоносора (Иудифь. 2:1), и ко времени первосвященства Иоакима, Библейская энциклопедия архимандрита Никифора датирует время действия около 589 года до н. э.
Автор книги неизвестен. Иероним Стридонский считал, что её написала сама Юдифь; в качестве других возможных авторов называют действующих лиц книги — первосвященника Елиакима либо же военачальника Ахиора; а также Иисуса, сына Иоседекова, сотоварища Зоровавеля при возвращении из вавилонского плена.
Книга Юдифи с литературной точки зрения — один из лучших образцов литературы эпохи Второго храма. Она написана прозой и состоит из 16 глав. Книга имеет 2 поэтических включения — молитва Юдифи перед тем, как отправиться в лагерь Олоферна (глава 9), и благодарственная молитва Израиля после бегства врага (глава 16).

### Второканоничность

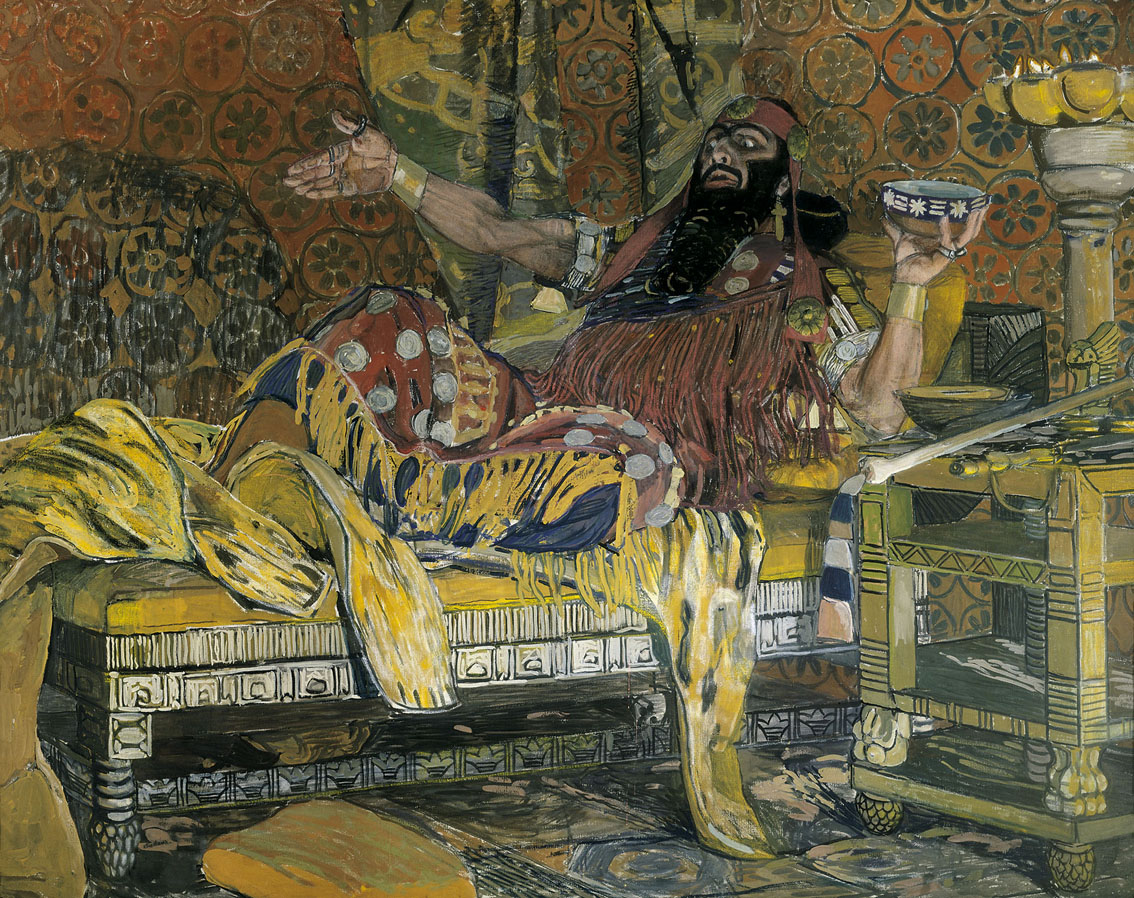
Шаляпин в роли Олоферна, постановка оперы Александра Серова «Юдифь». Картина А. Головина (1908)

«Книга Юдифи» — в православии и католицизме ветхозаветная библейская книга, в протестантизме относящаяся к апокрифическим. В славянской и русской Библии относится к неканоническим книгам, в католицизме — второканоническим. В католицизме признана богодухновенной, в православии — небогодухновенной (но полезной и назидательной).
Хотя Блаженный Иероним, переводя на латынь Библию, не переводил книги, не имеющие ивритского оригинала, он, тем не менее, сделал для неё исключение (и для книги Товита). Он объяснил это тем, что «Никейский собор говорил о ней как о части Священного писания». Подобного факта, однако, нет в постановлениях Никейского собора, и непонятно, имел ли Иероним в виду то, что на Никейском соборе на эту книгу ссылались в дискуссиях, либо же его ввели в заблуждение о существовании подобного постановления. Однако, несмотря на это, считается, что ранние Отцы Церкви расценивали эту книгу как каноническую. Например, по некоторым предположениям, апостол Павел цитирует некоторые фразы из греческих строк в 1-м послании Коринфянам: Иудифь. 8:14 в 1Кор. 2:10, Иудифь. 8:25 в 1Кор. 10:10. Также как часть Писания она цитируется в раннехристианских текстах Климента Римского, Климента Александрийского, Оригена, Тертуллиана, Амвросия Медиоланского. Аврелий Августин и вся африканская Церковь также признавали эту книгу канонической.
Первым комментатором книги был Рабан Мавр в IX веке.

### Языковые версии
Греческий текст. Книга сохранилась лишь в греческом переводе — Септуагинте, оригинала на иврите нет. Книга дошла в 4 основных греческих версиях, восходящих к одному оригиналу на иврите. Главные — (1) Codex Vaticanus и (2) Codex Alexandrinus, Codex Sinaiticus. «Многочисленные гебраизмы в греческом тексте с определённостью свидетельствуют, что греческий текст восходит к оригиналу на иврите. Более того, в греческом переводе содержится транслитерация слов на иврите, отражающая характерную для Эрец-Исраэль орфографию».
Латинский текст. С греческого текста был сделан перевод на арамейский язык (этот перевод, называемый Иеронимом «халдейским», утрачен). Именно эта версия легла в основу латинского перевода блаженного Иеронима — Вульгаты (IV—V вв.). Греческая версия на 84 стиха длиннее латинской. Иероним пишет, что он сделал перевод «с халдейского» второпях, за одну ночь, стараясь передать ощущение, а не переводить дословно (magis sensum e sensu, quam ex verbo verbum transferens). Он добавляет, что его версия отличается и что он передал на латыни только то, что он точно понял на халдейском. Арамейской версии, по которой работал Иероним, не сохранилось. У Иеронима очевидна путаница в именах старейшин (Иудифь, 6:11, 8:9, далее в 15:9 — Иоахим превращается в Элиахима), изменён список предков Иудифи, напутаны географические названия (2:12-16). В Вульгате Навуходоносор правит 13 лет, в Септуагинте — 18. В греческом тексте есть длинное обращение Олоферна к царю.
| Септуагинта, 2:27 | Вульгата, 2:17 |
| --- | --- |
| καὶ κατέβη εἰς πεδίον Δαμασκοῦ ἐν ἡμέραις θερισμοῦ πυρῶν καὶ ἐνέπρησε πάντας τοὺς ἀγροὺς αὐτῶν καὶ τὰ ποίμνια καὶ τὰ βουκόλια ἔδωκεν εἰς ἀφανισμὸν καὶ τὰς πόλεις αὐτῶν ἐσκύλευσε καὶ τὰ παιδία αὐτῶν ἐξελίκμησε καὶ ἐπάταξε πάντας τοὺς νεανίσκους αὐτῶν ἐν στόματι ρομφαίας.                                                                                         | et post haec descendit in campos Damasci in diebus messis et succendit omnia sata omnesque arbores ac vineas fecit incidi                                   |
| Потом спустился на равнину Дамаска, во время жатвы пшеницы, выжег все нивы их, отдал на истребление стада овец и волов, разграбил города их, опустошил их поля и избил всех юношей их острием меча (Синодальный перевод) | И после этих деяний он спустился в нивы Дамаска во дни жатвы, и предал весь урожай огню, и заставил все деревья и виноградники вырубить (дословный перевод) |
| Протестантская Библия короля Якова восстанавливает нумерацию Септуагинты (например, 2:27: Then he went down into the plain of Damascus in the time of wheat harvest, and burnt up all their fields, and destroyed their flocks and herds, also he spoiled their cities, and utterly wasted their countries, and smote all their young men with the edge of the sword). | |

Ивритский текст. Существующие 2 еврейские версии (полная и сокращенная) были сделаны в Средние века (вероятно, обратный перевод). Полная практически дословно совпадает с греческой, короткая в корне отличается. Переводы появляются начиная с X—XI вв., причём делаются они преимущественно с латыни. Короткая версия была обнаружена недавно[когда?] и имеет всего 40 строк, она весьма любопытна для объяснения загадок текста (подробнее см. подраздел Версии датировки). Записанная длинная версия имела хождение в иудейской среде и была очень популярна, став частью Танаха и оказав влияние на мидрашистскую литературу. Затем книга была включена в Септуагинту. Но через некоторое время при окончательном отборе книг для канона Ктувим она была отброшена из-за моральной оценки подвига Юдифи — ведь героиня совершила его, пойдя на притворство и обман, убив доверившегося ей врага.
Также известны древние переводы книги — сирский и латинский, известный под именем италийского (Vetus Latinus).

### Жанр книги, вымысел и анахронизмы

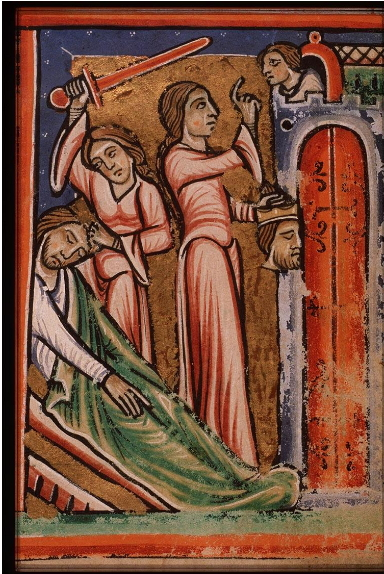
Французская миниатюра XI века

Католические теологи в большинстве своем воспринимали «Книгу Иудифи» как фактическое повествование, не аллегорический текст. Даже такой скептик, как И. Ян, считал, что перечисление предков Иудифи в 15 коленах не имеет цели для создания вымышленного персонажа. Отцы Церкви всегда воспринимали книгу как историческую; так, блаженный Иероним, хоть и исключал её из еврейского канона, без сомнений считал её реальным персонажем.
Однако «Книга Иудифи» содержит ряд исторических анахронизмов, и большинство учёных оценивают её как вымысел — притчу, или даже первый исторический роман. Как в историческом романе, сцены книги оживлены, им придана конкретика обозначением определённого времени и места действия (пусть и не точных), и, как во всех исторических романах, она расцвечена именами важных исторических личностей. В данном случае это царь Навуходоносор, фигурирующий также в «Книге Даниила». Самые первые строчки — это не классические «Однажды давным-давно», а строго конкретные «В 12-й год царствования Навуходоносора, царствовавшего над Ассириянами в великом городе Ниневии…». Известный католический экзегетист дом Август Келмет (1672—1757) указывает, что восприятие истории как реального факта сталкивается с очень серьёзными трудностями, в первую очередь, из-за запутанных указаний текста. Исторические и географические факты часто ошибочны.
Зенон Косидовский относит историю к числу назидательных сказаний и пишет: «одним словом, наивно было бы утверждать, будто это историческая книга». Также он уточняет, что поскольку книга была написана вернее всего в период повстанческой борьбы Маккавеев на основе устных преданий, когда, борясь с превосходящими силами Селевкидов, евреи создавали подобные легенды, желая доказать на исторических примерах, что Яхве не покидает свой народ в трагические и переломные моменты. «Следовательно, это была своего рода пропагандистская литература, назначение которой состояло в том, чтобы поддерживать дух у восставших и побуждать к стойкому сопротивлению».

#### Неясности
- главной погрешностью истории является утверждение о том, что подвиг Юдифи остановил вторжение Навуходоносора и разгром Иудеи, в то время как Навуходоносору на самом деле эту страну завоевать удалось. Кроме того, в действительности Навуходоносор был вавилонским, а не ассирийским царём.
- родной город Юдифи называется Ветилуя, о нём говорится, что он занимает важное стратегическое место на пути в Иудею. Это место — загадка. По описанию текста — это большой город с улицами и башнями (7:22,32), способный противостоять долгим осадам. Находился он в долине Ездрилона и охранял путь к Иерусалиму. Ни следа подобного поселения не сохранилось. Скорее всего — вымышленный географический пункт[8], хотя некоторые отождествляют его с городом Meselieh, Mithilia[15]. Место, где разбил свой лагерь Олоферн, отождествляют с районом Шхема.
- поход Навуходоносора в Иудею был успешным, завершился взятием Иерусалима и разграблением Иерусалимского храма. Поход царя Ассирии Синаххериба (в Библии — Сеннахирим) на Иерусалим действительно закончился чудесным спасением иудеев и поражением ассирийского войска, но эта история описана в Библии совсем иначе (4Цар. 18:13-19:35).
- излагаемые события приурочены ко времени возвращения из пленения вавилонского, когда уже не существовало ни Мидии, ни Ассирии[7]. Хотя эпоха — время Навуходоносора, то есть времени царей иудейских, по 5:22, 8:18-19 можно предполагать аллюзию на время после реставрации. При этом царя над Палестиной нет (6:5), только первосвященник Иоахим (Элиахим), а в 4:8, 11:14, 15:8 упоминается синедрион.
- Гидасп (Ύδάσττης) — река, упоминающаяся в книге Иудифь, I, 6 рядом с Евфратом и Тигром и страной Эламом. Полагают, что Гидасп тождествен с эламитской рекой Choaspes (Хоасп), которая, по мнению некоторых комментаторов, соответствует реке «Medus Hydaspes», упоминаемой у Вергилия (Georgica, IV, 211). — Ср.: Bl.-Che., II, 2137; Fritzsche, в Bibellexicon, III, 151[16].
- книга полна смеси персидских, греческих и иудейских имён.
- Ахиор, царь Елимейский (1:6) — упоминание сомнительное, человек с аналогичным именем есть в книге Бытия (14:1).
- Вагой, евнух Олоферна — имя, взятое из «Иудейских древностей» Иосифа Флавия (XI, vii, 1), так звали осквернителя Храма.
- собственно имена (Иудифь — «иудейка», Ахиор — «брат света», Ветилуя — возможно «святое место» («Bethel» — дом Господень, Иерусалим (?) или от ивритского «дева» бетула) — звучат как символические имена, а не реальные. В речи Иудифи к Олоферну (9:12,15) очевидна путаница между Ветилуей и Иерусалимом.
- упомянутая выше генеалогия Иудифи в трёх основных греческих кодексах варьируется[10].

#### Версии датировки
Согласно рассказам «Книги Иудифи», события подвига Юдифи относятся к восемнадцатому году царствования Навуходоносора и периоду первосвященства Иоакима. Библейская энциклопедия архимандрита Никифора датирует эти события около 589 года до н. э.
- IV век до н. э. Одни исследователи предполагают, что хотя данная история — поэтический вымысел времен Хасмонеев, общее историческое ядро событий относится ко времени персидского царя Артаксеркса III, когда в 352 году до н. э. каппадокийский правитель по имени Холоферн действительно воевал — с египтянами (Диодор Сицилийский 17:6[17]), а его помощником был евнух Багой[12]. Это значит, что перепутано имя царя (Навуходоносор вместо Артаксерса) и нация (ассирийцы вместо персов). На это возражают, что книга не обнаруживает греческих влияний, а рисуемая в ней географическая и этническая картина не соответствует такой датировке[7].
- VI век до н. э. Упоминаемые в книге имена (Олоферн, Багоаз), ряд других элементов повествования (персидский царь как «царь всей земли», «выдача земли и воды» как знак капитуляции, «акинаке» — кинжал, «Бог небес» как обозначение Бога Израиля) — персидские. Поэтому предполагают, что историческим фоном повествования служит война персидского царя Дария I (522—486 гг. до н. э.) против мидийского правителя Фраорта во время упоминаемого в книге возвращения вавилонских изгнанников. Именно с этим предположением связана версия о написании книги в годы великого восстания (362 год до н. э.)[7].

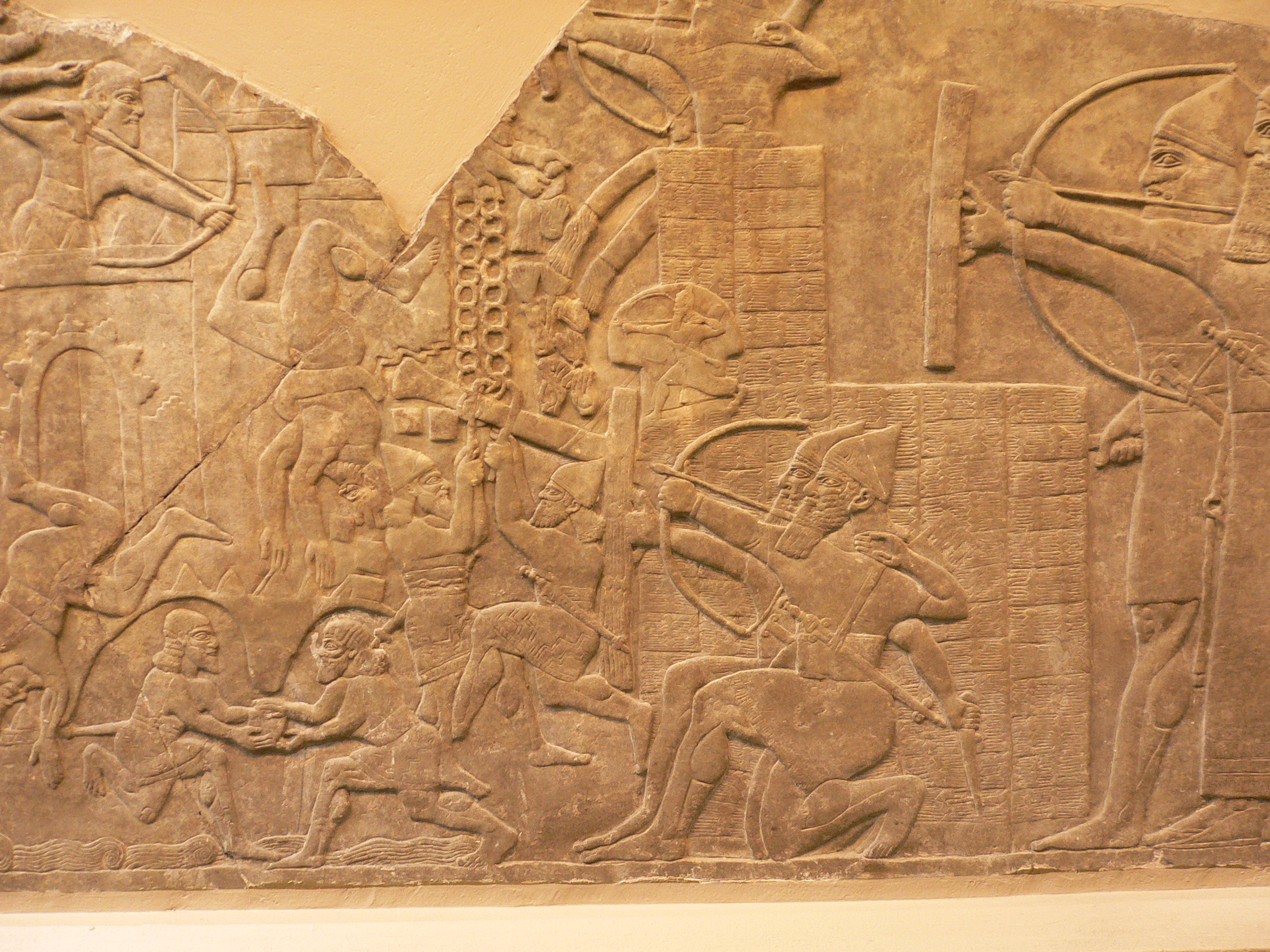
Взятие ассирийцами города

Католические комментаторы предлагают выходить из путаницы несколькими способами. Консервативный критицизм предполагает, что книга все же описывает исторические факты. Ошибки же в географии и именах вызваны переводчиками и переписчиками оригинального текста, которые жили долго после событий и не разбирались в реалиях. Келмет, таким образом, предполагает, что с Навуходоносором ошибки нет, а под именем царя Арфаксада подразумевается царь Мидии Фраорт, чьё имя, как доказал Вигоро, легко искажается таким образом. Сам Вигоро, однако, согласно с ассирийскими находками, отождествляет упомянутого Навуходоносора с Ашшурбанипалом, современником Фраорта. Это позволяет ему соотнести события с периодом плена Манассии (2Пар. 33:11). Эта кампания, которую возглавлял Олоферн, описана в источниках времени Ашшурбанипала. Это позволяет объяснить аллюзии на пленение — реставрация действительно была, но Манассии, а не Ездры. Упоминания синедриона сомнительны.
Таким решением дилеммы не удовлетворены некоторые комментаторы, они считают, что ошибки передаточного звена не могут быть явственным объяснением проблемы. Эти авторы, как католические, так и протестантские, не намереваясь утверждать, что это целиком вымысел, предполагают, что реальная историческая подоплёка есть. Юдифь — не мифический персонаж, её подвиг долго жил в памяти потомков, однако в письменном виде он был запечатлён много времени спустя, когда большинство реальных фактов были забыты. Информация расплывчата, стиль же композиции, речей напоминает книгу Маккавеев, а также псалмы Второго храма (ср. 7:19 и Псалтырь, 105:6, 7:21 и Пс 78:10, 93:2; 9:6, 9, и Пс 19:8; 9:16 и Пс 146:10; 13:21 и Пс 105:1). Первосвященник Иоахим должен быть отождествлён с отцом Элиашиба, значит, жил во времена Артаксерса Великого (464—424 до н. э., «Иудейские древности», 11:6-7).
Короткая ивритская версия, обнаруженная доктором Гастером и датируемая им XI веком н. э., отчасти решает проблему: в ней всего 40 строк, нет множества подробностей и имен, в том числе Олоферн, Ветулия и Ахиор, а враги больше не ассирийцы, а Селевкид Антиох Эпифан, современник Маккавеев, осаждающий собственно Иерусалим. Иудифь там не «вдова», а «дева», букв. «ветилуя», что могло потом превратиться в название города. Есть версия, что этот «конспект» мог быть оригиналом, на базе которого расцвечена вымышленными подробностями полная версия. Это объяснило бы и маккавейскую расцвеченность стилистики, и тему эффективности молитвы (ср. 6:14-21; 7:4; 2 Мак 15:12-16). В иудаистической традиции история Юдифи вообще связывается с борьбой против эллинистической Сирии, а не Ассирии, и относится ко временам Хануки.

## Юдифь в мировой культуре
История Юдифи является одной из тем, к которым в европейской литературе и живописи обращаются наиболее часто. В Средневековье увлекались упорядочиванием событий Священной истории, Ренессанс же видел в Юдифи храбрую героиню, тогда как барокко притягивала связь ужасного и эротического в этой истории.

### В изобразительном искусстве
В европейском искусстве принято было иллюстрировать несколько эпизодов этой истории, но чаще всего Юдифь изображалась с мечом в правой руке и головой Олоферна в левой. За её плечами обычно пишут служанку, для того, чтобы отличать её от Саломеи, которая обычно держит отрубленную голову Иоанна Крестителя на серебряном блюде. (Тем не менее, в северноевропейской традиции можно найти Юдифь и со служанкой, и с блюдом — это знаменитый пример, приведённый Э. Панофским, о том, что эрудиция необходима для изучения иконографии.) Либо же Юдифь может быть написана в активном действии — опускающей голову Олоферна в корзину, прикрытую тканью, которую держит служанка. Собака — символ преданности — иногда её сопровождает.
Намного реже, начиная с XVI века, она изображается в процессе убийства.

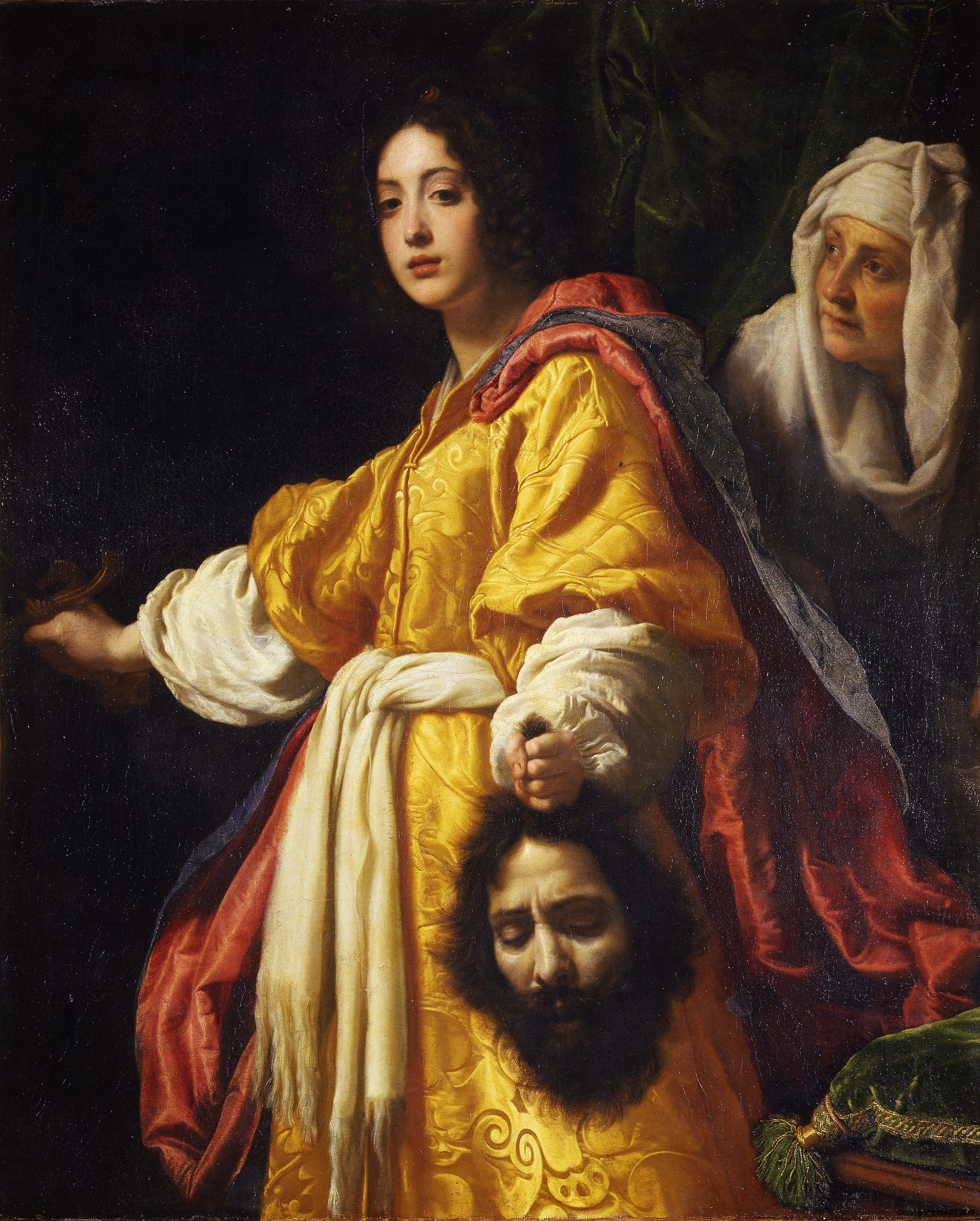
Кристофано Аллори, «Юдифь с головой Олоферна», ок. 1580 — спокойное позирование с головой врага
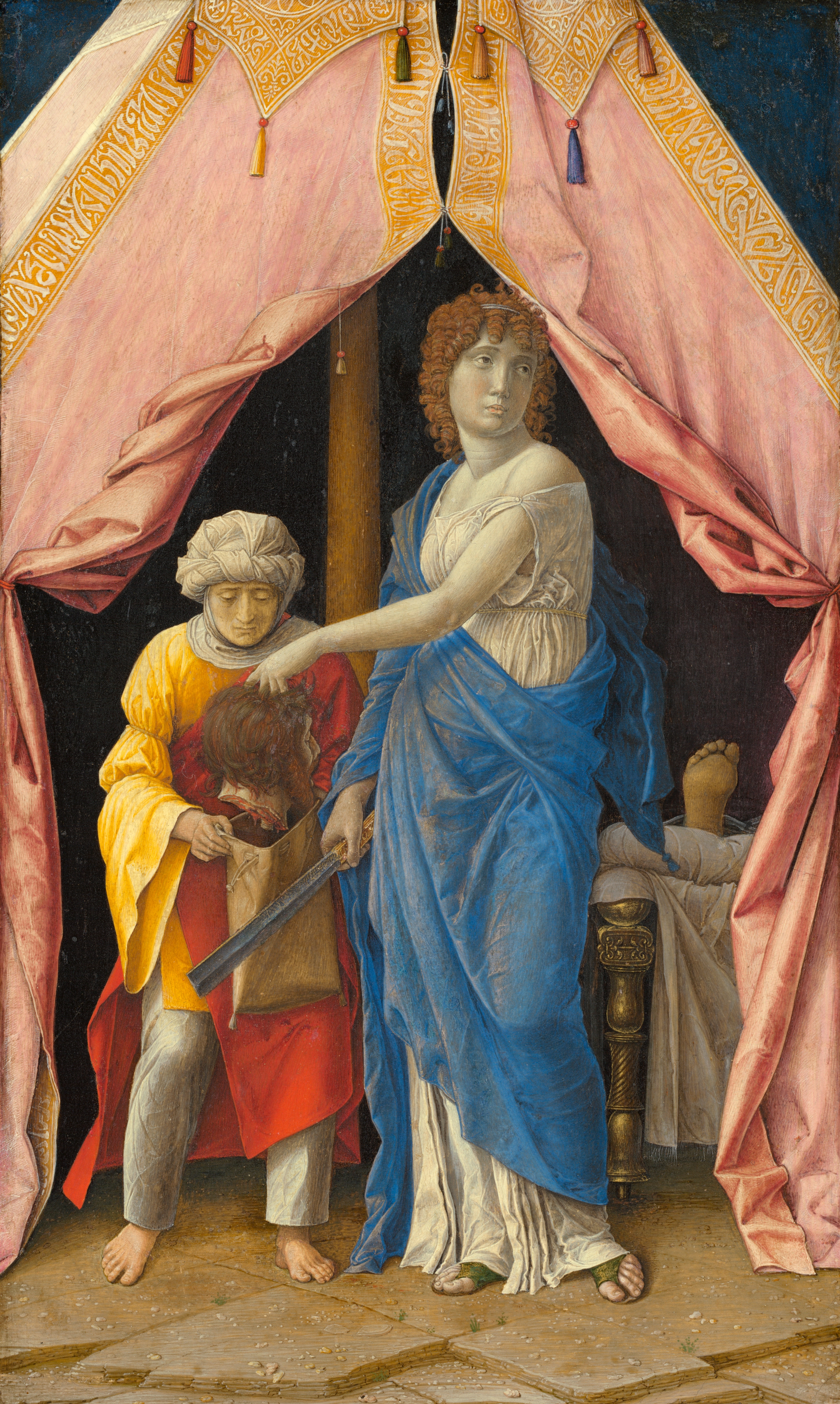
Андреа Мантенья, «Юдифь и Олоферн», ок. 1495 — голову Олоферна прячут в мешок

Впервые образ Юдифи встречается в Средние века как пример добродетели, побеждающей порок. В таком случае она ассоциируется с аллегорической фигурой Смирения.
Один из ранних циклов — миниатюры Библии Сан Паоло фуори ле Мура (Рим, IX в.). Затем несколько эпизодов изображены на северном портале собора в Шартре (XIII век) и Сен-Шапель (XIII век).
В эпоху Возрождения картина её победы являлась парной к сюжетам «Самсон и Далила» и «Аристотель и Кампаспа». Это сопоставление доказывает, что тогда эта тема являлась также аллегорией несчастья мужчины, оказавшегося в руках женщины, замышляющей коварство, так же как и история Томирис.
В живописи Нового времени эта тема популяризируется с «Возвращения Иудифи» Сандро Боттичелли (ок. 1470). Донателло изваял знаменитую бронзовую скульптуру «Юдифь и Олоферн», используя её как аллегорию борьбы флорентийской коммуны против тирании. Принадлежность Олоферна к ассирийцам ассоциировалась у итальянцев с их извечным врагом — турками — и делала изображение расправы над ним особенно приятным для их глаз.
Микеланджело изобразил Юдифь в углу Сикстинской капеллы, на восточной надсводной части арки (1509). Эта тема интересовала Джорджоне, Тицианa, Веронезе, Караваджо («Юдифь и Олоферн»), Артемизию Джентилески, Доменико Беккафуми, Кристофано Аллори (якобы моделями послужили его возлюбленная Маццафирра и её мать), Рембрандта, Рубенса (ок. 1616) и т. д.

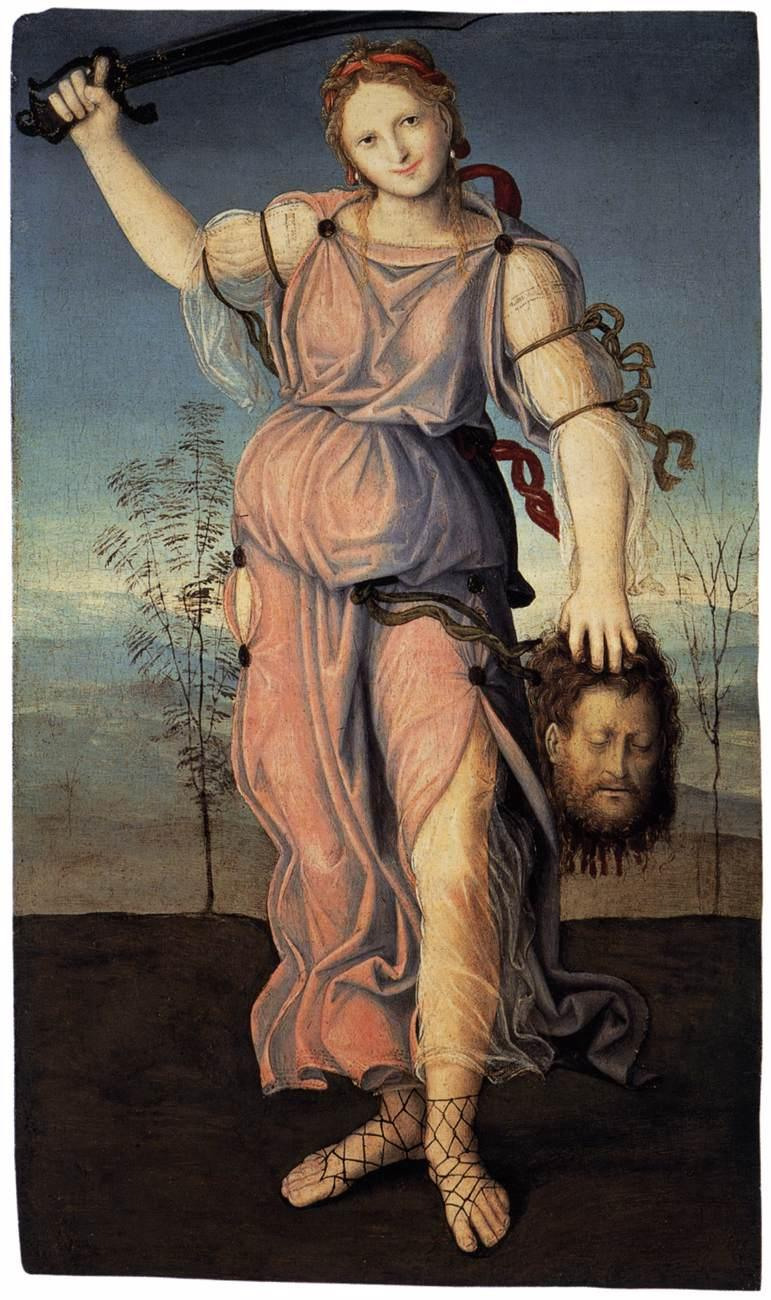
Неизвестный художник XVI века (ренессансное толкование темы)
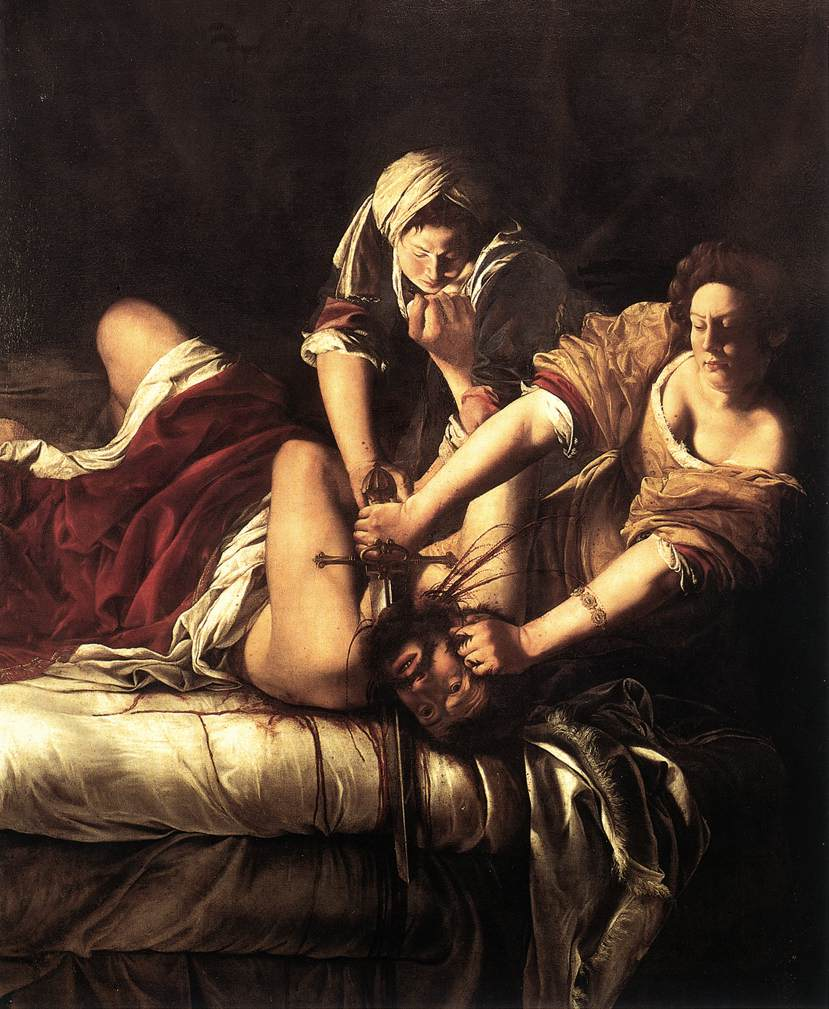
«Юдифь», картина Артемизии Джентилески (экспрессивное толкование темы в эпоху барокко под влиянием Караваджо)
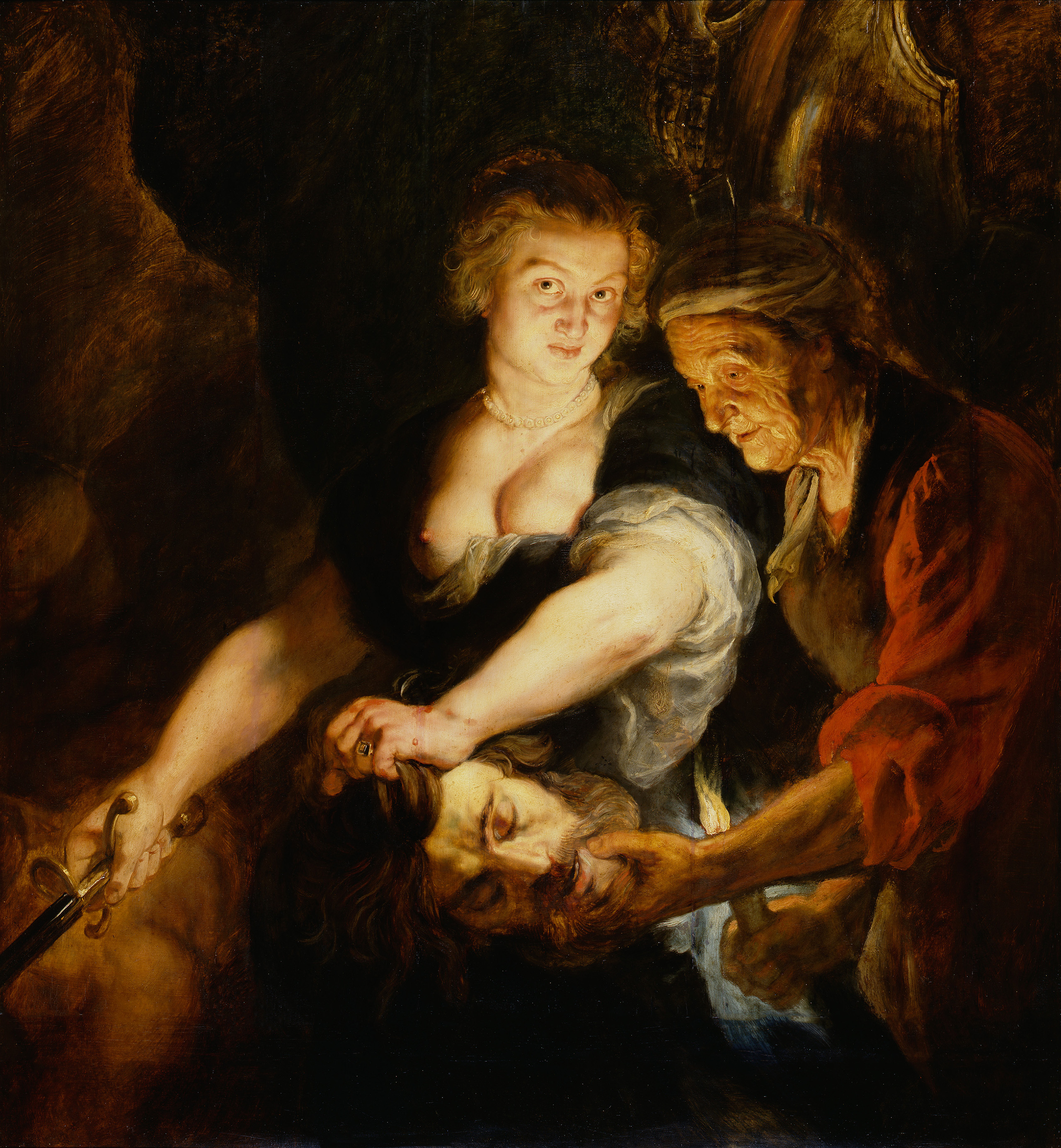
Рубенс (барочное любование роскошной красавицей)

Знаменитые картины:
- Юдифь (картина Джорджоне)
- Юдифь и Олоферн (картина Караваджо)

На ренессансных и более поздних полотнах Юдифь иногда изображена обнаженной. Уже картина Джорджоне имеет явные эротические черты, далее эта тенденция заметна в гравюре Альбрехта Дюрера «Сон доктора». Широко распространились и гравюры, сочетающие вечные темы секса и насилия, на которых Юдифь часто изображалась обнажённой. Из крупных мастеров гравюры на этот сюжет создавали Пармиджанино и Жак Калло, а также по рисункам Мантеньи.
В эпоху Контрреформации сюжет неожиданно становится также прообразом аллегории Кары — выражение победы над грехом.
В XIX веке известна картина Августа Риделя в духе историзма. Более поздние примеры, в связи с появлением на рубеже XX века типа роковой женщины — «Юдифь и Олоферн» Густава Климта (ок. 1901), обнаженная героиня у Франца Штука (1927).

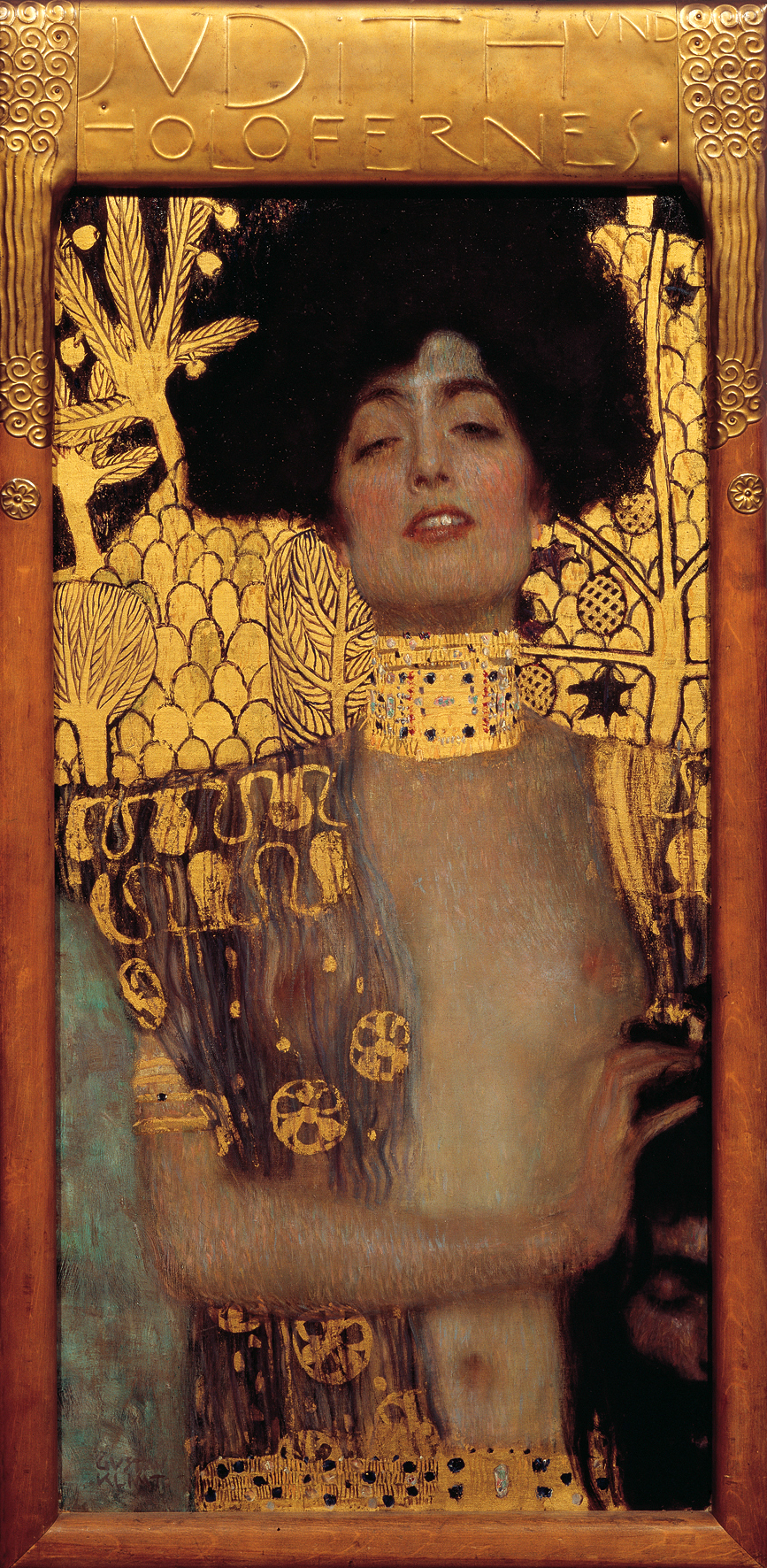
«Юдифь и Олоферн» работы Густава Климта
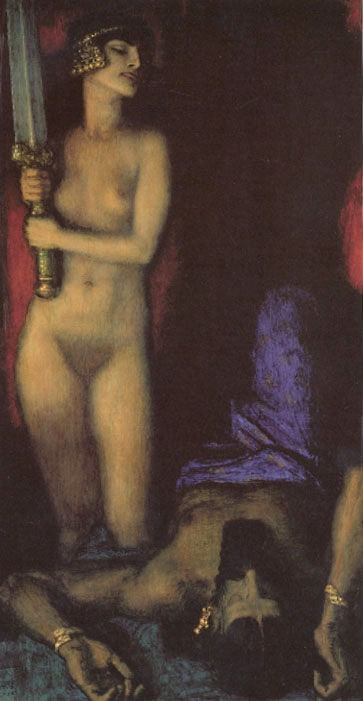
«Юдифь», картина Франца фон Штука

### В литературе
Образ Юдифи распространился в европейской литературе. Около 1000 года о ней написал проповедь англосаксонский аббат Эльфрик (см. «Judith»), поэма «Judith» на староанглийском языке в манускрипте Cotton Vitelius A XV (это сложное обозначение расшифровывается следующим образом: рукопись из коллекции сэра Роберта Коттона, находится в Британском музее, в шкафу, на котором помещалось изображение императора Вителлия) следует за «Беовульфом».
В эпоху Возрождения история вдовы стала примером мужества местных жителей перед лицом иностранной интервенции. Далмацкий гуманист Марко Марулич (1450—1524) обработал эту историю в ренессансный роман «Judita», вдохновляясь современной ему героической борьбой хорватов против Оттоманской империи.
Как символ гордости и сластолюбия Олоферн упоминается в «Кентерберийских рассказах» Чосера и в «Божественной комедии» Данте, где помещён в чистилище на Уступе Гордыни. С XVI века сюжет становится популярным среди протестантов, которые интерпретируют историю Юдифи как аллегорию победы праведности над пороком. Мартин Лютер особо рекомендовал этот сюжет для драматургов. Также любят его ренессансные авторы. Образ сохранил свою популярность в XVII—XIX вв.
- Одна из ранних пьес — драма (1489 г.), поставленная в городе Песаро (Италия) местной еврейской общиной.
- Поэма о Юдифи Лукреции Торнабуони (вторая половина XV в.).
- Религиозная эпическая поэма «Юдита», Марко Марулич (1521).
- Пьеса «Юдит», Сикст Бирк (1536).
- Драма «Юдифь и Олоферн», Лука (Джарафелло) де Калерио (1540).
- Поэма «Юдит», Ганс Сакс (1551 и 1554).
- Трагедия «Олоферн», Дж. Франческо Альберти (1594).
- Мартин Бёме (1618).
- В 1674 г. пьеса «Иудифь», или «Олоферново действо» (в семи актах) была одной из первых пьес на библейскую тему, поставленных в Москве.
- Анонимное сочинение на иврите «Сефер Иехудит ве-сефер Иехуда ха-Маккаби» («Книга Юдифь и книга Иехуды Маккавея»), Амстердам (1674).
- «Освобожденная Ветилуя», духовная оратория Пьетро Метастазио (1734).
- Поэма «La Betulia liberata» («Освобожденная Ветилуя»), Луиджи Дуклу (1832).
- Трагедия «Юдифь» Кристиана Фридриха Геббеля (1841). Образ сильно отличается от библейского. Юдифь слышит рассказы о грозном Олоферне, которого никто не может победить. В лагерь полководца её ведёт не только долг, но и интерес к незаурядному мужчине. Увидев Олоферна, она забывает о своей миссии и влюбляется в него. Однако он опережает события и насилует её, после чего она его убивает. Дома она хочет, чтобы сограждане убили её. Последние слова: «Я не хочу родить Олоферну сына».
- «Юдифь и Олоферн», одноактная драма Иоганна Нестроя, пародирующая трагедию Геббеля (1849).
- «Юдифь» Натале Фальчини (1862).
- Комедия «Еврейская вдова», Георг Кайзер (1911).
- Пьеса «Юдифь», Т. С. Мур (1911). Модернистское толкование истории: героиня, прежде чем убить тирана, становится его любовницей.
- Лассель Аберкромби использовал образ Юдифи для выражения идеалов суфражистского движения (1912).
- «Юдифь», Жан Жироду (1931).
- «Юдифь, героиня Израиля» Б. Понхолцера (1927).
- «Юдифь» Г. Бернштейна (1922).
- «Юдифь» Р. Морица (1938).

#### В русской литературе
- Александр Пушкин «Когда владыка ассирийский…» (неоконченное стихотворение).
- Лев Мей, стихотворение «Юдифь» (1855).
- Николай Гумилёв. «Юдифь»
- Константин Бальмонт «Песнь Юдифи»: «Пусть кимвалы поют, // Пусть тимпаны звучат». Поэтическое переложение библейского текста (в оригинале также поэтического, в синодальном переводе — проза).
- Осип Мандельштам. «Футбол»: «Неизъяснимо лицемерно.// Не так ли кончиком ноги. //Над теплым трупом Олоферна.// Юдифь глумилась…»
- Марина Цветаева — «Облака» (1923): «Целое море — на два! Бо — род и грив. … Шествие морем Чермным! Нет! — се — Юдифь — Голову Олоферна!»

### В музыке
| - 1667: оратория, К. Ферстер - А. Драга (оратория, 1668-69) - Дж. П. Колонна (оратория, 1690) - 1693: Оратория «La Giuditta» Алессандро Скарлатти - М. А. Шарпантье (оратория, около 1700 г.) - 1716: «Juditha triumphans» (Торжествующая Юдифь) — Антонио Вивальди - В. де Феш (оратория, 1733) - Г. Ройтер (оратория, 1734) - И. А. Зелинка (мелодрама, 1741) - Н. Йомелли (оратория, 1743) - А. Бернаскони (1754) - Дж. Б. Мартини (два канона, 1757) - И. Холцбауэр (1760) - Дж. К. Смит (оратория, 1760) - Т. О. Арне (оратория, 1761) | - Д. Чимароза («Священная опера», 1770) - Ф. Гасманн (оратория, 1771) - 1771: «La Betulia Liberata» — Моцарт - Л. ван Бетховен (три канона, 1823) - С. Леви (опера, 1844) - 1863: «Юдифь» — опера Александра Серова. Либретто оперы - А. Ф. Доплер (опера, 1870) - Ш. Лефевр (опера, 1879) - Г. Пэрри (оратория, 1888) - М. Эттингер (опера, 1920) - 1925: «Юдифь» — оратория Артюра Онеггера - Г. Гард (опера на иврите; опубликована лишь частично, 1931 и 1939) - М. Сетер (балет «Легенда о Юдифи», 1963) - 1980: «Юдифь» — балет Марты Грэм на музыку Эдгара Вареза - 2000: «Judith» — песня группы «A Perfect Circle» - 2020: «Джудит» — песня группы «Princesse Angine» |

### В кинематографе
- 1913: «Юдифь из Бетулии» (англ. Judith of Bethulia) — художественный фильм режиссёра Дэвида Гриффита
- 1929: «Юдифь и Олоферн» (итал. Giuditta e Oloferne) — итальянский немой фильм 1929 года режиссёра Бальдассарре Негрони; в роли Юдифь — Я Руская.

## В астрономии
В честь Юдифи назван астероид (664) Юдифь, открытый в 1908 году.